# Таюрский, Анатолий Иванович
Анатолий Иванович Таюрский (1 октября 1939 года, посёлок Нижний Ингаш, Красноярский край, СССР — 17 сентября 2023) российский государственный и общественный деятель, педагог, экономист. Академик РАО, доктор экономических наук, профессор. Заслуженный учитель Российской Федерации, заслуженный деятель науки Российской Федерации, заслуженный педагог Красноярского края, отличник профтехобразования РСФСР, почётный работник начального профессионального образования РФ, лауреат Государственной премии, премии Правительства РФ в области образования за 2002 год, обладатель медали К. Д. Ушинского. Депутат Законодательного собрания Красноярского края (1994—1997) Генеральный директор УПО «Крайпрофобр».

## Биография
Родился 1 октября 1939 года в посёлке Нижний Ингаш.
В 1957—1959 годах учился в строительном училище № 5. Работал электромонтажником строительно-монтажного управления № 1 треста «Сельэлектрострой».
В 1959—1963 годах проходил службу в ВВС СССР на Кубе во время Карибского кризиса.
В 1963—1979 годах — работал на заводе «Сибтяжмаш» электромонтёром, старшим мастером, начальником участка, начальником цеха, заместителем председателя заводского комитета профсоюзов, заместителем секретаря партийного комитета КПСС.
В 1969 году окончил Красноярский политехнический техникум.
В 1975 году окончил Сибирский технологический институт.
В 1979 году был назначен инструктором отдела науки и учебных заведений Красноярского краевого комитета КПСС.
С 1982 года — начальник управления начального профессионального образования администрации края.
С 1988 года — директор краевого учебно-производственного объединения профессионального образования, генеральный директор учебно-производственного объединения «Учпрофобр».
В 1983 году защитил диссертацию на соискание учёной степени кандидата экономических наук по теме «Совершенствование подготовки квалифицированных рабочих кадров в районах ускоренного промышленного освоения (на примере Красноярского края)».
В 1992 году защитил диссертацию на соискание учёной степени доктора экономических наук.
16 июня 1992 года избран членом-корреспондентом РАО по Отделению профессионального образования.
В 1996 году присвоено учёное звание профессора.
С 1997 года — ректор красноярского филиала Университета Российской академии образования.
С 1998 года — председатель Сибирского отделения Российской академии образования.
С 1999 года — начальник управления начального образования администрации Красноярского края.
20 апреля 2000 года избран действительный членом РАО по Отделению базового профессионального образования.
Директор Института проблем непрерывного образования РАО.
Профессор кафедры экономики природных ресурсов Института природных ресурсов Национального исследовательского Томского политехнического университета.
С 2016 года — профессор-консультант Сибирского федерального университета.
Скончался 17 сентября 2023 года (по другим данным, 18 сентября). Похоронен в Красноярске на Бадалыкском кладбище.

### Семья
- 2 дочери, 4 внука, 2 правнука

### Научная деятельность
А. И. Таюрский занимается разработкой проблем подготовки и повышения квалификации рабочих кадров, поиском способности приспосабливаться к быстро меняющимся условиям производства. Им создана основополагающая модель системы подготовки рабочих кадров на уровне управления одного отдельновзятого регина. А. И. Таюрский научно создание территориальных учебно-производственных объединений профессионального образования, первое из которых, впервые в отечественной истории, было апробировано в Красноярском крае. В настоящее время таких объединений существует 19 на территории России. Практическая значимость исследований А. И. Таюрского заключается в содействии создания наиболее благоприятной формы управления профессиональным образованием, образованию и развитию территориальных учебно-производственных объединений, обеспечивающих в новых условиях хозяйствования повышение профессионального уровня рабочих. Начатые на основе теоретических разработок А. И. Таюрского преобразования создали возможность профессионально-техническим училищам и лицеям развиваться в соответствии с происходящими в стране социально-экономическими изменениями.

### Политическая деятельность
В 1994—1997 годах — депутат Законодательного собрания края.
В 1995 году — кандидат в депутаты Государственной думы по Красноярскому избирательному округу (правобережье).
В 2001 году — кандидат в депутаты Законодательного собрания Красноярского края по Кировскому одномандатному округу.

## Награды
- Заслуженный учитель Российской Федерации[4][5]
- Заслуженный деятель науки Российской Федерации[4][5]
- Медаль К. Д. Ушинского (январь 2003) за особый вклад в организацию научно-исследовательских и научно-методических работ в области образования.[4][5]
- орден «Знак Почета» — 20.08.1986 г.
- медаль «Ветеран труда» — 23.09.1987 г.
- медаль «За доблестный труд. В ознаменование 100-летия со дня рождения В. И. Ленина» — 11.04.1970 г.
- орден «Дружбы» — 20.03.2001 г.
- золотая медаль «За достижения в науке» РАО — 12.09.2007 г.
- медаль В. А. Сухомлинского — апрель 2013 г.

## Отзывы
Президент Российской академии образования, доктор педагогических наук, профессор, академик РАО выразил А. И. Таюрскому признательность за «определенную координационную работу в Сибири».

## Научные труды

### Диссертации
- Таюрский А. И. Совершенствование подготовки квалифицированных рабочих кадров в районах ускоренного промышленного освоения (на примере Красноярского края). Дис. канд. экон. наук. Львов, 1982.
- Таюрский А. И. Организационно-экономический механизм управления подготовкой рабочих кадров в системе профессионального образования, диссертация доктора экономических наук, 1992 г.

### Монографии
- Таюрский А. И. Подготовка рабочих кадров в условиях перехода к рыночной экономике (на примере Красноярского края). Красноярск, 1992.
- Таюрский А. И. Подготовка кадров для экономики переходного периода (на примере Красноярского края). Красноярск, 1998.
- Таюрский А. И. Развитие образовательного потенциала в условиях реформирования (коллективная монография), 2012.
- Таюрский А. И. Современные проблемы теории и практики непрерывного образования: инновационный подход (коллективная монография), 2013.
- Таюрский А. И. Теоретико-методологические основания готовности выпускников университетского комплекса к инновационной деятельности (коллективная монография), 2014.

### Учебные пособия
- Таюрский А. И., Белова Е. Н., Аронов А. М. Инновационный менеджмент в высшей школе, 2013.

### Статьи
- Таюрский А. И. Проблемы профессионального образования в условиях рыночной экономики // Профессиональное образование в Сибири. — № 1. — 1995.
- Таюрский А. И., Халимова Н. М. Педагогическая система управления качеством начального профессионального образования Республики Хакасия // Вестник ТГПУ. Серия: Педагогика. — 2006. — Выпуск 10 (61). — С. 111—115
- Таюрский А. И., Белова Е. Н. Непрерывное образование — основа формирования управленческой компетентности руководителей образовательных учреждений сферы культуры // Вестник ТГПУ. Серия: Педагогика. — 2006. — Выпуск 10 (61). — С. 116—118.
- Таюрский А. И. Концептуальные основы формирования системы кадрового обеспечения инновационного производства // Вестник ТГПУ. — 2011. — № 12. — С. 101—103.